# مايك دافي
مايك دافي (بالإنجليزية: Mike Davey)‏ هو لاعب كرة قاعدة أمريكي، ولد في 2 يونيو 1952 في سبوكين في الولايات المتحدة.

## وصلات خارجية
- مايك دافي على موقعبيزبول رفرنس.كوم (الدوري الرئيسي) (الإنجليزية)